# مارتین اشتربا
مارتین اشتربا (چکی: Martin Štrba؛ زادهٔ ۲۶ اوت ۱۹۶۱) فیلم‌بردار اهل اسلواکی است.
از فیلم‌ها یا برنامه‌های تلویزیونی که وی در آن نقش داشته‌است، می‌توان به کارت شناسایی، یک بیمار برجسته، شهر خورشید و باغ اشاره کرد.